# Cisteină
Cisteina (prescurtată CyS sau C) este un α-aminoacid neesențial. Cisteina este implicată în protecția organismului, activând globulele albe și în vindecarea rănilor. Este folosit și ca aditiv alimentar, având numărul E920.
Codonii săi sunt UGU și UGC.